# Дембйоґура
Дембйоґура (пол. Dębiogóra, нім. Eichenhöhe) — село в Польщі, у гміні Козьмін-Велькопольський Кротошинського повіту Великопольського воєводства.
Населення — 54 особи (2011).
У 1975-1998 роках село належало до Каліського воєводства.

## Демографія
Демографічна структура станом на 31 березня 2011 року:
|          | Загалом | Допрацездатний вік | Працездатний вік | Постпрацездатний вік |
| -------- | ------- | ------------------ | ---------------- | -------------------- |
| Чоловіки | 23      | 3                  | 18               | 2                    |
| Жінки    | 31      | 8                  | 18               | 5                    |
| Разом    | 54      | 11                 | 36               | 7                    |